# 大東市立深野小学校
大東市立深野小学校（だいとうしりつ ふこのしょうがっこう）は、大阪府大東市深野にある公立小学校。

## 沿革
- 2013年（平成25年）4月1日 - 開校。

## 通学区域
- 深野1～5丁目、深野北1～5丁目、緑が丘1・2丁目、平野屋新町[1]

※卒業後は基本的に深野2〜4丁目、深野北1〜5丁目は大東市立深野中学校に、深野1・5丁目、緑が丘1・2丁目、平野屋新町は大東市立谷川中学校に進学する。